# Сумер
Суме́р (болг. Сумер) — село в Монтанській області Болгарії. Входить до складу общини Монтана.

## Населення
За даними перепису населення 2011 року у селі проживали 278 осіб, з них 273 особи (99,3%) — болгари.
Розподіл населення за віком у 2011 році:
Динаміка населення: